# Dropsonde (album)
Dropsonde is een album van ambient-muzikant Biosphere, uitgegeven op lp als mini-album in september 2005. Later verscheen een uitgebreide versie ervan op cd in januari 2006, maar het nummer "In the Shape of a Flute" bleef exclusief voor de vinyl-versie. Niet overeenstemmend met Geir Jenssens eerdere albums, is er een opmerkelijke invloed van jazz aanwezig op dit album, zoals in de nummers "Birds Fly By Flapping Their Wings" en "In Triple Time".

## Tracklist (lp)
Kant A
1. "Birds Fly By Flapping Their Wings" - 6:24
2. "Fall In, Fall Out" - 7:13
3. "Daphnis 26" - 6:44

Kant B
1. "Altostratus" - 5:11
2. "Sherbrooke" - 5:41
3. "In the Shape of a Flute" - 6:17

## Tracklist (cd)
1. "Dissolving Clouds" – 4:28
2. "Birds Fly By Flapping Their Wings" – 6:35
3. "Warmed By The Drift" – 6:50
4. "In Triple Time" – 5:50
5. "From a Solid to a Liquid" – 5:19
6. "Arafura" – 5:10
7. "Fall In, Fall Out" – 7:10
8. "Daphnis 26" – 6:45
9. "Altostratus" – 5:11
10. "Sherbrooke" – 5:55
11. "People Are Friends" – 10:39